# Tre Valli Varesine 1971
La Tre Valli Varesine 1971, cinquantunesima edizione della corsa, si svolse il 24 agosto 1971 su un percorso di 243,4 km. La vittoria fu appannaggio dell'italiano Giancarlo Polidori, che precedette i connazionali Costantino Conti e Italo Zilioli.
Sul traguardo di Varese 22 ciclisti portarono a termine la competizione.

## Ordine d'arrivo (Top 10)
| Pos. | Corridore          | Squadra              | Tempo   |
| ---- | ------------------ | -------------------- | ------- |
| 1    | Giancarlo Polidori | Scic                 | ?       |
| 2    | Costantino Conti   | Scic                 | a 1'07" |
| 3    | Italo Zilioli      | Ferretti             | s.t.    |
| 4    | Tony Houbrechts    | Salvarani            | s.t.    |
| 5    | Franco Bitossi     | Filotex              | a 1'25" |
| 6    | Wilmo Francioni    | Ferretti             | a 1'27" |
| 7    | Marino Basso       | Molteni-Arcore       | a 1'30" |
| 8    | Gigi Sgarbozza     | G.B.C.-Itla-TV Color | s.t.    |
| 9    | Felice Gimondi     | Salvarani            | s.t.    |
| 10   | Ole Ritter         | Dreher               | s.t.    |